# Closterium seracerosum
Closterium seracerosum  là một loài Song tinh tảo trong họ Desmidiaceae, thuộc chi Closterium.